# WLS
WLS (англ. Wntless Wnt ligand secretion mediator) – білок, який кодується однойменним геном, розташованим у людей на короткому плечі 1-ї хромосоми.  Довжина поліпептидного ланцюга білка становить 541 амінокислот, а молекулярна маса — 62 253.
| 10         |  | 20         |  | 30         |  | 40         |  | 50         |
| ---------- |  | ---------- |  | ---------- |  | ---------- |  | ---------- |
| MAGAIIENMS |  | TKKLCIVGGI |  | LLVFQIIAFL |  | VGGLIAPGPT |  | TAVSYMSVKC |
| VDARKNHHKT |  | KWFVPWGPNH |  | CDKIRDIEEA |  | IPREIEANDI |  | VFSVHIPLPH |
| MEMSPWFQFM |  | LFILQLDIAF |  | KLNNQIRENA |  | EVSMDVSLAY |  | RDDAFAEWTE |
| MAHERVPRKL |  | KCTFTSPKTP |  | EHEGRYYECD |  | VLPFMEIGSV |  | AHKFYLLNIR |
| LPVNEKKKIN |  | VGIGEIKDIR |  | LVGIHQNGGF |  | TKVWFAMKTF |  | LTPSIFIIMV |
| WYWRRITMMS |  | RPPVLLEKVI |  | FALGISMTFI |  | NIPVEWFSIG |  | FDWTWMLLFG |
| DIRQGIFYAM |  | LLSFWIIFCG |  | EHMMDQHERN |  | HIAGYWKQVG |  | PIAVGSFCLF |
| IFDMCERGVQ |  | LTNPFYSIWT |  | TDIGTELAMA |  | FIIVAGICLC |  | LYFLFLCFMV |
| FQVFRNISGK |  | QSSLPAMSKV |  | RRLHYEGLIF |  | RFKFLMLITL |  | ACAAMTVIFF |
| IVSQVTEGHW |  | KWGGVTVQVN |  | SAFFTGIYGM |  | WNLYVFALMF |  | LYAPSHKNYG |
| EDQSNGDLGV |  | HSGEELQLTT |  | TITHVDGPTE |  | IYKLTRKEAQ |  | E          |

A: Аланін

C: Цистеїн

D: Аспарагінова кислота

E: Глутамінова кислота

F: Фенілаланін

G: Гліцин

H: Гістидин

I: Ізолейцин

K: Лізин

L: Лейцин

M: Метіонін

N: Аспарагін

P: Пролін

Q: Глутамін

R: Аргінін

S: Серин

T: Треонін

V: Валін

W: Триптофан

Кодований геном білок за функцією належить до білків розвитку. 
Задіяний у таких біологічних процесах як сигнальний шлях Wnt, поліморфізм, альтернативний сплайсинг. 
Локалізований у клітинній мембрані, мембрані, ендоплазматичному ретикулумі, цитоплазматичних везикулах, апараті гольджі, ендосомах.